# Euryptera latipennis
Euryptera latipennis är en skalbaggsart som beskrevs av Amédée Louis Michel Lepeletier och Audinet-serville 1828. Euryptera latipennis ingår i släktet Euryptera och familjen långhorningar.
Artens utbredningsområde är Paraguay. Inga underarter finns listade i Catalogue of Life.